# バーニー・ケイシー
バーニー・ケイシー（Bernie Casey,  1939年6月8日 - 2017年9月19日）は、アメリカ合衆国の俳優、アメリカンフットボール選手である。

## 来歴
1939年、ウェストバージニア州に生まれる。ボーリング・グリーン州立大学では、トラック&フィールドで新記録を達成し、1960年のオリンピック・トライアルへも出場した。その後は、NFLのアメリカンフットボール選手として1961年のNFLドラフト1巡全体9位でサンフランシスコ・フォーティナイナーズに指名されて入団した。ナイナーズでは1966年まで活躍。1967年から1968年までの1年間は、ロサンゼルスを拠点とするロサンゼルス・ラムズに所属した。1967年には、プロボウルへも出場している。
フットボール選手を引退後は、俳優として活動を始め、1969年に西部劇『新・荒野の七人 馬上の決闘』で映画デビュー。1970年代には活動を本格化させ、テレビシリーズや映画などに立て続けに出演。シリアスな映画からコメディ映画まで幅広いジャンルの作品に出演し、俳優としての地位を確固たるものにした。

### 死去
2017年9月19日、カリフォルニア州ロサンゼルスで脳梗塞のため死去。78歳だった。

## 出演作品

### 映画
- 新・荒野の七人 馬上の決闘 Guns of the Magnificent Seven (1969)
- …チック…チック…チック ...tick... tick... tick... (1970)
- Black Chariot (1971)
- ブライアンズ・ソング Brian's Song (1971) ※テレビ映画
- 明日に処刑を… Boxcar Bertha (1972)
- ショック! 生きていた怪獣ガーゴイルズ Gargoyles (1972)
- スーパー・ガン Black Gunn (1972)
- ヒットマン Hit Man (1972)
- クレオパトラ危機突破／ダイナマイト諜報機関 Cleopatra Jones (1973)
- ビッグ・モー Maurie (1973)
- パニック・オン・ザ・5:22 Panic on the 5:22 (1974) ※テレビ映画
- Cornbread, Earl and Me (1975)
- Dr. Black, Mr. Hyde (1976)
- 地球に落ちて来た男 The Man Who Fell to Earth (1976)
- Brothers (1977)
- Mary Jane Harper Cried Last Night (1977)
- キラー・アンツ 殺人蟻軍団／リゾートホテル大襲撃! It Happened at Lakewood Manor (1977) ※テレビ映画
- 熱情のリング／ジョー・ルイスの死闘 Ring of Passion (1978)
- Love Is Not Enough (1978)　※テレビ映画
- シャーキーズ・マシーン Sharky's Machine (1981)
- A House Divided: Denmark Vessey's Rebellion (1982)
- ネバーセイ・ネバーアゲイン Never Say Never Again (1983)
- ナーズの復讐 Revenge of the Nerds (1984)
- スパイ・ライク・アス Spies Like Us (1985)
- ランボー者 Steele Justice (1987)
- アメリカン・パロディ・シアター Amazon Women on the Moon (1987)
- レンタ・コップ Rent-a-Cop (1987)
- バックファイア Backfire (1988)
- ゴールデン・ヒーロー 最後の聖戦 I'm Gonna Git You Sucka (1988)
- ビルとテッドの大冒険 Bill & Ted's Excellent Adventure (1989)
- 48時間PART2/帰って来たふたり Another 48 Hrs. (1990)
- チェインズ／翳りゆく街 Chains of Gold (1991)
- ナーズの復讐III ナーズ軍団、最終決戦! Revenge of the Nerds III: The Next Generation (1992) ※テレビ映画
- 沈黙の戦艦 Under Siege (1992)
- ナイト・ハンター Street Knight (1993)
- Revenge of the Nerds IV: Nerds in Love (1994)
- グラス・シールド The Glass Shield (1994)
- マウス・オブ・マッドネス In the Mouth of Madness (1994)
- Once Upon a Time... When We Were Colored (1995)
- The Dinner (1997)
- The Simple Life of Noah Dearborn (1999)
- トムキャッツ 恋のハメハメ猛レース Tomcats (2001)
- The Last Brickmaker in America (2001) ※テレビ映画
- On the Edge (2002)
- When I Find the Ocean (2007)
- Vegas Vampires (2007)

### テレビドラマ
- 保安官サム・ケード Cade's County (1972)
- 復讐の鬼探偵ロングストリート Longstreet (1972)
- サンフランシスコ捜査線 The Streets of San Francisco (1972)
- 探偵スヌープ姉妹 The Snoop Sisters (1974)
- 警官フォレスター Joe Forrester (1976)
- 女刑事ペパー Police Woman (1977)
- ルーツ2 Roots: The Next Generations (1979)
- Harris and Company (1979)
- The Martian Chronicles (1980)
- The Sophisticated Gents (1981)
- Dr．トラッパー／サンフランシスコ病院物語 Trapper John, M.D. (1982)
- Bay City Blues (1983)
- 新ヒッチコック劇場 Alfred Hitchcock Presents (1985)
- L.A.ロー 七人の弁護士 L.A. Law (1989)
- ジェシカおばさんの事件簿 Murder, She Wrote (1989)
- Evening Shade (1992)
- タイムトラックス Time Trax (1993)
- スタートレック:ディープ・スペース・ナイン Star Trek: Deep Space Nine (1994)
- シークエスト Seaquest DSV (1995)
- バビロン5 Babylon 5 (1995)
- For Your Love (2000)
- Just Shoot Me! (2000)
- Girlfriends (2005)

### テレビアニメ
- バットマン・ザ・フューチャー Batman Beyond